# Dracula (film în limba spaniolă din 1931)
Dracula  (denumire originală în limba spaniolă: Drácula) este un film american de groază în limba spaniolă din 1931 regizat de  George Melford. A fost filmat noaptea în același platouri în care se turna ziua filmul omonim în limba engleză din același an. Scenariul este scris de Baltasar Fernández Cué pe baza unei piese de teatru din 1924 (bazată pe romanul omonim din 1897 al lui Bram Stoker).
În perioada timpurie a filmelor cu sunet, era o practică obișnuită ca unele studiouri din Hollywood să realizeze versiuni ale filmelor sale în limba spaniolă (ca și în franceză, italiană sau germană) folosind aceleași platouri și costume. Din distribuția filmului, numai lui Carlos Villarías (care a interpretat rolul lui Dracula) i s-a permis să participe la turnarea filmului în limba engleză și a fost încurajat să-l imite pe Bela Lugosi. Unele secvențe din filmul în limba engleză au fost folosite în acest film (de exemplu cele filmate la distanță cu Lugosi ca Dracula).
În ultimii ani, această versiune a fost mai mult lăudată de unii decât versiunea mai cunoscută în limba engleză.
Distribuția și echipa de producție a variantei spaniole a avut avantajul de a urmări filmarea pe timp de zi a versiunii în limba engleză și, atunci când filmau seara, foloseau unghiuri mai bune ale camerei și utilizau mai eficient lumina în încercarea de a îmbunătăți tehnica observată ziua. Unii consideră această versiune mult mai eficient din punct de vedere artistic. Specialistul spaniol în semiotică, Roman Gubern, afirmă că o durată mai lungă de pregătire permite o dezvoltare mai mare a scenariului, în ciuda timpului limitat de filmare și a unui buget mai mic.
Filmul a fost considerat a fi pierdut  până când o copie a sa a fost găsită în anii 1970 și restaurată. În 2015, Biblioteca Congresului Statelor Unite ale Americii a selectat filmul pentru conservare în Registrul Național al Filmului, considerând că este "cultural, istoric sau semnificativ din punct de vedere estetic".

## Distribuție
- Carlos Villarías (Carlos Villar) - Conde Drácula
- Lupita Tovar - Eva Seward
- Barry Norton - Juan Harker
- Pablo Alvarez Rubio -  Renfield
- Eduardo Arozamena - Van Helsing
- José Soriano Viosca -  Doctor Seward
- Carmen Guerrero - Lucía Weston
- Amelia Senisterra - Marta
- Manuel Arbó - Martín

## Prezentare
Renfield, un avocat, face o călătorie în Transilvania cu diligența. Acesta spune localnicilor că vrea să ajungă la Castelul contelui Dracula, dar aceștia se alarmează când acest lucru. Ei îi spun că Dracula este un vampir și când Renfield nu-i crede, unul dintre ei insistă să poarte o cruce. Când ajunge la Castel, Contele îl primește. După ce a băut vinul cu droguri în el, Renfield lasă crucea și este mușcat.

## Lansare și primire
Filmul a fost lansat cinematografic pe 25 și 28 octombrie 2015, ca parte a seriei "TCM Presents", de către Turner Classic Movies și Fathom Events Arhivat în 25 septembrie 2015, la Wayback Machine.. Ambele variante ale filmului (în engleză și spaniolă) erau prezentate în fiecare zi.
Filmul în limba spaniolă Drácula a fost lansat home video pentru prima dată la 10 septembrie 1992 de către MCA/Universal Home Video. În septembrie 2014, a fost relansat ca parte a unui pachet de 4-DVD-uri cu 6-filme denumit Dracula: Complete Legacy Collection. A fost inclus un interviu cu Lupita Tovar, care s-a căsătorit cu producătorul Paul Kohner la doi ani după filmări.

## Legături externe
- Drácula la Internet Movie Database
- Drácula la Allmovie
- Drácula în Catalogul Institutului American de Film

## Vezi și
- Listă de filme de groază din anii 1930